# 囊萼锦鸡儿
囊萼锦鸡儿（学名：Caragana kirghisorum）为豆科锦鸡儿属下的一个种。

## 扩展阅读
- 維基物種上的相關：囊萼锦鸡儿